# Xã Lindley, Quận Mercer, Missouri
Xã Lindley (tiếng Anh: Lindley Township) là một xã thuộc quận Mercer, tiểu bang Missouri, Hoa Kỳ. Năm 2010, dân số của xã này là 120 người.